# Euscalpellum antarcticum
Euscalpellum antarcticum är en kräftdjursart som beskrevs av Toni M. Withers 1951. Euscalpellum antarcticum ingår i släktet Euscalpellum och familjen Calanticidae. Inga underarter finns listade i Catalogue of Life.